# Mogangella straminea
Mogangella straminea är en insektsart som beskrevs av Dlabola 1957. Mogangella straminea ingår i släktet Mogangella och familjen dvärgstritar. Inga underarter finns listade i Catalogue of Life.